# Regeringen Angela Merkel IV
Regeringen Angela Merkel IV var Tysklands forbundsregering fra 2018 til 2021. 
Regeringen blev oprettet den 14. marts 2018, 171 dage efter Forbundsdagsvalget 2017, og bestod af den kristendemokratiske CDU, deres bayeriske søsterparti CSU og den socialdemokratiske SPD.
Efter Forbundsdagsvalget 2021 fratrådte regeringen den 8. december 2021 og blev afløst af Regeringen Olaf Scholz.
|                                          | Portefølje                                                      | Minister                         | Parti |
| ---------------------------------------- | --------------------------------------------------------------- | -------------------------------- | ----- |
|                                          | Forbundskansler                                                 | Angela Merkel                    | CDU   |
|                                          | Vicekansler og Finansminister                                   | Olaf Scholz                      | SPD   |
|                                          | Udenrigsminister                                                | Heiko Maas                       | SPD   |
|                                          | Indenrigsminister                                               | Horst Seehofer                   | CSU   |
|                                          | Minister for justits og forbrugerbeskyttelse                    | Katarina Barley (2018–2019)      | SPD   |
| Christine Lambrecht (2019-2021)          | Minister for justits og forbrugerbeskyttelse                    |                                  | SPD   |
|                                          | Økonomi- og energiminister                                      | Peter Altmaier                   | CDU   |
|                                          | Arbejds- og socialminister                                      | Hubertus Heil                    | SPD   |
|                                          | Minister for ernæring og landbrug                               | Julia Klöckner                   | CDU   |
|                                          | Forsvarsminister                                                | Ursula von der Leyen (2018–2019) | CDU   |
| Annegreth Kramp-Karrenbrauer (2019-2021) | Forsvarsminister                                                |                                  | CDU   |
|                                          | Minister for familie, ældre, kvinder og ungdom                  | Franziska Giffey                 | SPD   |
|                                          | Sundhedsminister                                                | Jens Spahn                       | CDU   |
|                                          | Minister for transport og digital infrastruktur                 | Andreas Scheuer                  | CSU   |
|                                          | Minister for miljø, naturbeskyttelse, bolig og reaktorsikkerhed | Svenja Schulze                   | SPD   |
|                                          | Minister for undervisning og forskning                          | Anja Karliczek                   | CDU   |
|                                          | Minister for økonomisk samarbejde og udvikling                  | Gerd Müller                      | CSU   |
|                                          | Chef for forbundskansleriet                                     | Helge Braun                      | CDU   |